# Balázs Havasi

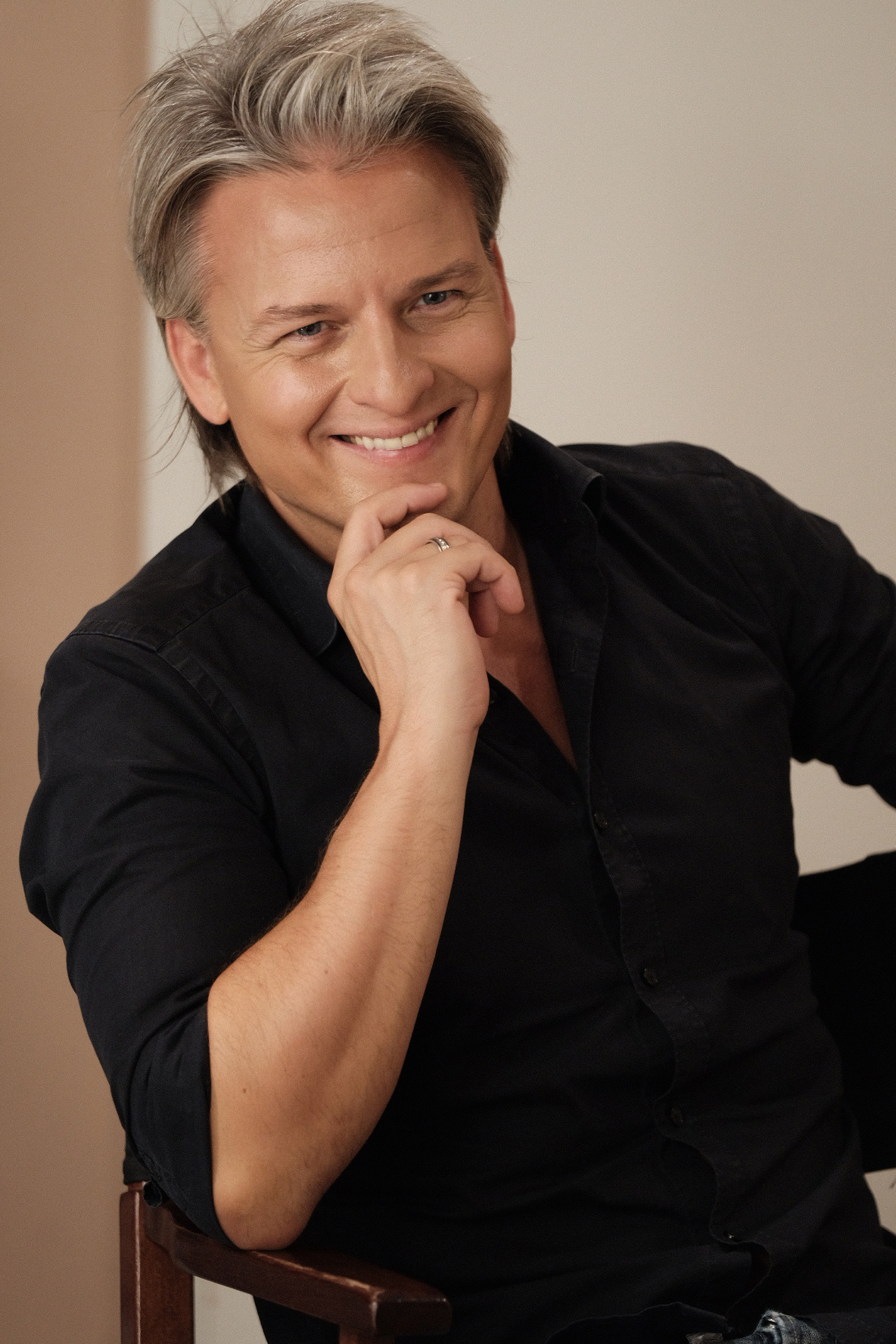
Balázs Havasi, Setembro de 2016

Balázs Havasi (nascido a 18 de setembro de 1975) é um compositor e pianista húngaro. Como compositor contemporâneo, Havasi já fundou quatro projetos musicais diferentes, incluindo composições para uma orquestra sinfónica, bateria de rock, e piano.

## Educação
Havasi começou a tocar piano aos 4 anos de idade. Em 1996, com 21 anos, já era professor no Conservatório Weiner Leó. Depois disso estudou na Academia de Música Franz Liszt. Os seus professores incluíam o então reitor Sándor Falvai e Jenő Jandó. Durante os seus anos na Academia de Música, Havasi ganhou o primeiro prémio numa competição de piano da Fundação Yamaha Europa. O seu progresso musical e percurso profissional têm sido comparados aos de Elton John.

## Primeiros álbuns (2000-2005)
Em 2000, Havasi assinou um contrato exclusivo de cinco anos com a EMI. Durante o período do seu contrato com a EMI, produziu dois álbuns de bandas sonoras. Havasi não prolongou o contrato, estabelecendo em vez disso a sua própria editora. Entre 2005 e 2008, lançou por conta própria, os quatro álbuns de piano solo Piano, Seven, Infinity e RED.

## The Unbending Trees
Havasi fundou a banda The Unbending Trees com o cantor e lírico Kristóf Hajós em 2006. A banda recebeu a oferta do seu primeiro contrato discográfico do produtor e editor britânico Ben Watt, e em breve lançou o seu primeiro álbum, intitulado Chemically Happy (Is The New Sad). Hajós escreveu as letras das músicas de Havasi no álbum. A banda Unbending Trees estreou-se em Londres em 2007 e o seu primeiro EP de quatro temas foi intitulado "The First Day". Mais tarde, a canção "You Are A Lover" foi regravada pela cantora britânica Tracey Thorn. O jornal The Guardian disse sobre a colaboração que a consideraram "completamente cativante". O seu segundo álbum intitulado Meteor foi lançado em 2013.

## Produção Sinfónica Havasi
No seu concerto realizado no Dubai em Maio de 2008, Havasi conheceu o produtor musical Csaba Marjai, e os dois começaram a colaborar na criação da Produção Sinfónica Havasi, que estreou no Grande Salão da Academia Húngara de Música em 2009. A produção juntou perto de 100 artistas, a Orquestra Sinfónica Dohnányi, e a Sociedade Coral Académica de Budapeste, juntamente com quase 20 solistas de world music. Na estreia, Havasi tocou a mesma tecla de piano 498 vezes num único minuto, superando o recorde mundial anterior de 200. Verificado por câmara de alta definição, O Conselho do Guinness World Records condecorou Havasi com o título "O Pianista Mais Rápido do Mundo". A Havasi Symphonic Production detém onze discos de platina. A Associação de Editoras Húngaras nomeou o álbum Havasi Symphonic para o prémio "Álbum de Música Clássica Contemporânea Nacional do Ano". No âmbito das suas atuações, colaborou com artistas como Lisa Gerrard, Lebo M, Karl Jenkins, Leona Lewis, Ronan Keating, e Youssou N'Dour. e o Azul.

## Projecto Ponte Cultural
Em 2010, Havasi lançou um projeto cultural de grande escala para homenagear os seus avós e construir uma ponte cultural entre a China e a Europa. O projeto estreou em Budapeste em 2011. Liderados por Havasi, músicos europeus e húngaros realizaram uma apresentação artística conjunta com o Yunnan Art Group, da China. Cerca de 150 artistas atuaram em palco ao mesmo tempo.

## Atuações notáveis
Em 2010, Havasi apresentou-se no Centro de Exposições Mundiais de Xangai com a Orquestra Sinfónica de Xangai durante a Exposição Mundial.  Transmitido pela Televisão Central Chinesa, o concerto foi assistido por cerca de de 200 milhões de espectadores. Em 2011, atuou no Teatro Verdi de Trieste. O evento foi transmitido pela Rai Uno.
Numa série de quatro concertos realizados na Papp Laszlo Sports Arena, em Budapeste, na mesma altura, atuou para uma plateia de 46.000 pessoas. Em 2016, Havasi atuou no Wiener Stadthalle, em Viena.
Em 2017, Havasi atuou no Sydney Opera House, Roménia, e a Mercedes-Benz Arena em Berlim. Em 2018 Havasi atuou na Tauron Arena em Cracóvia, Ergo Arena em Gdansk, e The Barbican em Londres.. Em 2019, Havasi tornou-se o primeiro músico húngaro a ser cabeça de placard dum concerto na Wembley Arena em Londres, Reino Unido. In 2019, Havasi became the first Hungarian musician to headline a concert at Wembley Arena in London, UK. o primeiro artista do Leste Europeu a esgotar os bilhetes para o Hard Rock Live em Hollywood, Florida. 
Em março de 2022, Havasi atuou na Dubai Expo e teve um concerto com lotação esgotada na Ópera do Dubai.
A 8 de maio de 2023, a produção HAVASI realizou um espetáculo sinfónico no Royal Albert Hall. Foi a primeira vez que um compositor húngaro apresentou um concerto completo das suas composições originais no Royal Albert Hall. Em homenagem às festividades da coroação do Rei Charles III, o compositor organizou um programa único.

## Discografia
- Confessions on Piano (2001)
- Seasons (2001)
- Sounds Of The Heart (2003)
- Best of Havasi (2004)
- Days and Nights (2004)
- Piano (2005)
- 7 (Seven) (CD+DVD) (2006)
- Infinity (2007)
- Red (2010)
- Symphonic (CD) (2010)
- Symphonic (DVD) (2010)
- Drum and Piano (CD + DVD) (2011)
- Brush and Piano (CD) (2012)
- Symphonic II (2013)
- Hypnotic (2016)
- Solo Piano Etuds No. 1-13 (2017)
- Pure Piano (2017)
- Symphonic Live (2018)
- Rebirth (CD) (2018)
- The World Of Havasi (2022)
- Metamorphosis (2023)

## Links externos
- «Página oficial»

1. ↑  «Havasi Balázs: Hallgatni jó» (em húngaro). 19 de Dezembro de 2007
2. ↑  Ir, Marca (17 de outubro de 2017). Coma como uma rock star: mais de 100 receitas de Os melhores do Rock 'n' Roll. [S.l.]: Simon and Schuster. ISBN 9781510721197 – via Google Books
3. ↑  Radiodifuziune, Societatea Romana de. «Balázs Havasi». radioromaniacultural.ro (em romeno)
4. ↑  «Budapestre jön a világ egyik leghíresebb zeneszerzője». NOL.hu (em húngaro). 15 de setembro de 2015
5. ↑  «Unbending Trees – Luminaire, Londres, 4/12/2008». pennyblackmusic.co.uk
6. ↑  Burgess, John (2 de Outubro de 2008). «CD: Crítica de rock: The Unbending Trees, Chemically Happy (Is the New Sad)». The Guardian
7. ↑  Mezofi, Codificação. «The Unbending Trees – Meteor (Havasi Balázs – Hajós-Dévényi Kristóf) 2CD – U, Ú, Ü, Ű – CD (magyar) – Rock Diszkont – 1068 Budapeste, Király u. 108.». rockdiszkont.hu
8. ↑  «Havasi Concert Show». Zorlu Performans Sanatları Merkezi (em turco)
9. ↑  «Piano man–fast as lightning». China Daily (em inglês)
10. ↑  «10 éves Havasi Symphonic koncert 2019-ben Budapesten az Arénában – Jegyek itt!». kulturaonline.hu (em húngaro)
11. ↑  «PM Online – Színház». pestimusor.hu (em húngaro)
12. ↑  «Leona Lewis e Havasi Symphonic sztárvendége – Jegyek itt!». operainfo.hu
13. ↑  Halasi, Vivien (14 Dezembro 2017). «Hatalmas sikert aratott a HAVASI Symphonic». ELTE Online (em húngaro)
14. ↑  «A 7 segundos című dal énekese, Youssou N'Dour koncertezik 2018-ban Budapesten – Jegyek itt!». kulturaonline.hu (em húngaro)
15. ↑  «Ponte cultural liga a China e a Europa». China Daily
16. ↑  «Ponte cultural liga a China e a Europa». China Daily
17. ↑  «Piano man – fast as lightning». China Daily (em inglês)
18. ↑  «Hungria é uma superpotência musical» (PDF). diplomatamagazin.hu. Consultado em 9 de junho de 2019. Cópia arquivada (PDF) em 23 de maio de 2019
19. ↑  Winchester. «Exclusivo: Havasi, o novo Bartók húngaro, prestes a conquistar os EUA»
20. ↑  Marion (29 de novembro de 2016). «Moderne trifft Clássico – HAVASI rockt die Wiener Stadthalle» (em alemão)
21. ↑  «Havasi, cel mai rapid pianista din lume,revine în noiembrie, în capitală, într-un concerto spectaculos». Mediafax.ro (em romeno)
22. ↑  «Havasi Symphonic Concert Show em Berlim: Mercedes-Benz Arena Berlim». kulturvolk.de (em inglês)
23. ↑  «Havasi Symphonic Concert Show em Cracóvia – 04/12/2018». koncertomania.pl
24. ↑  «Havasi i jego spektakularny show w Ergo Arenie». trojmiasto.pl (em polaco). 30 de novembro de 2018
25. ↑  Origo. «Havasi Balázs: Mi ugyanoda megyünk, ahová a világsztárok»
26. ↑  «HAVASI regressa a Miami Beach com o seu espectáculo 'Pure Piano'»
27. ↑  Origo. «Havasi Balázs: Mi ugyanoda megyünk, ahová a világsztárok». origo.hu
28. ↑  «HAVASI Returns To Miami Beach With His 'Pure Piano' Show». Haute Living. 13 de março de 2018
29. ↑  «Első magyarként adott koncertet Havasi Balázs a világhírű londoni Wembley Arénában». 28 de outubro de 2019